# Hemse stavkyrka

Ornament

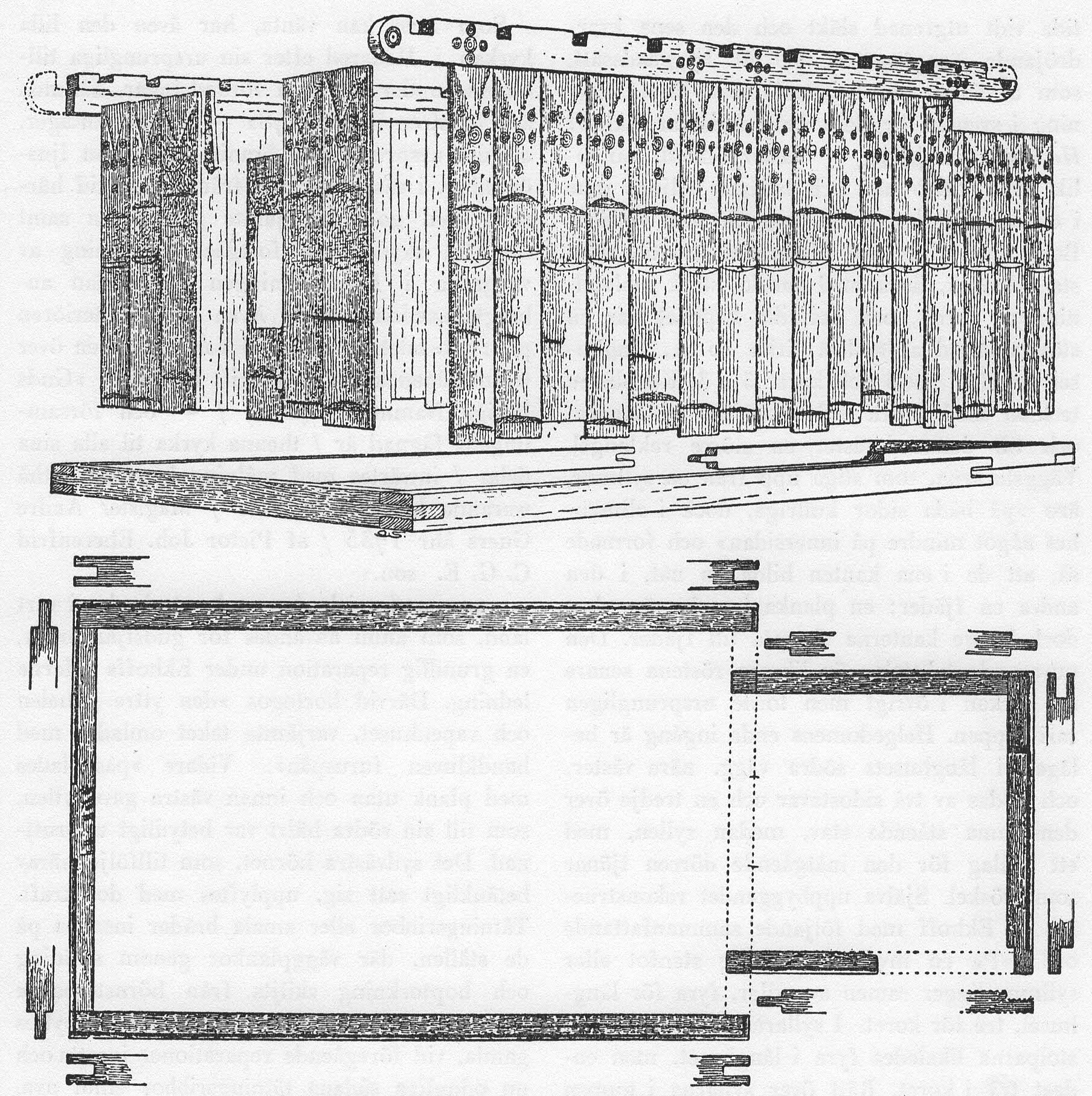
Återfunna rester av stavkyrkan. Teckning av Emil Eckhoff.

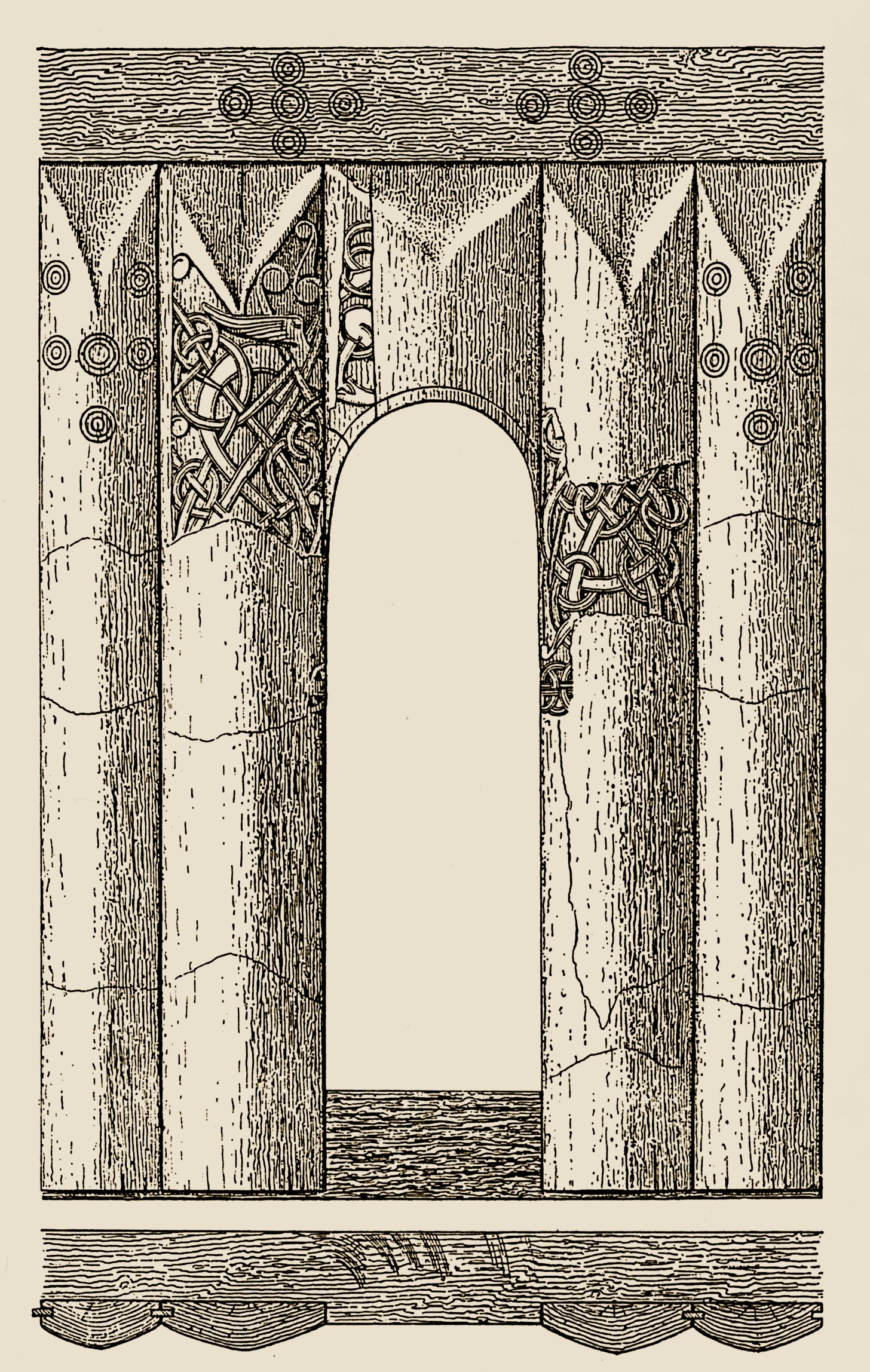
Teckning av portalen

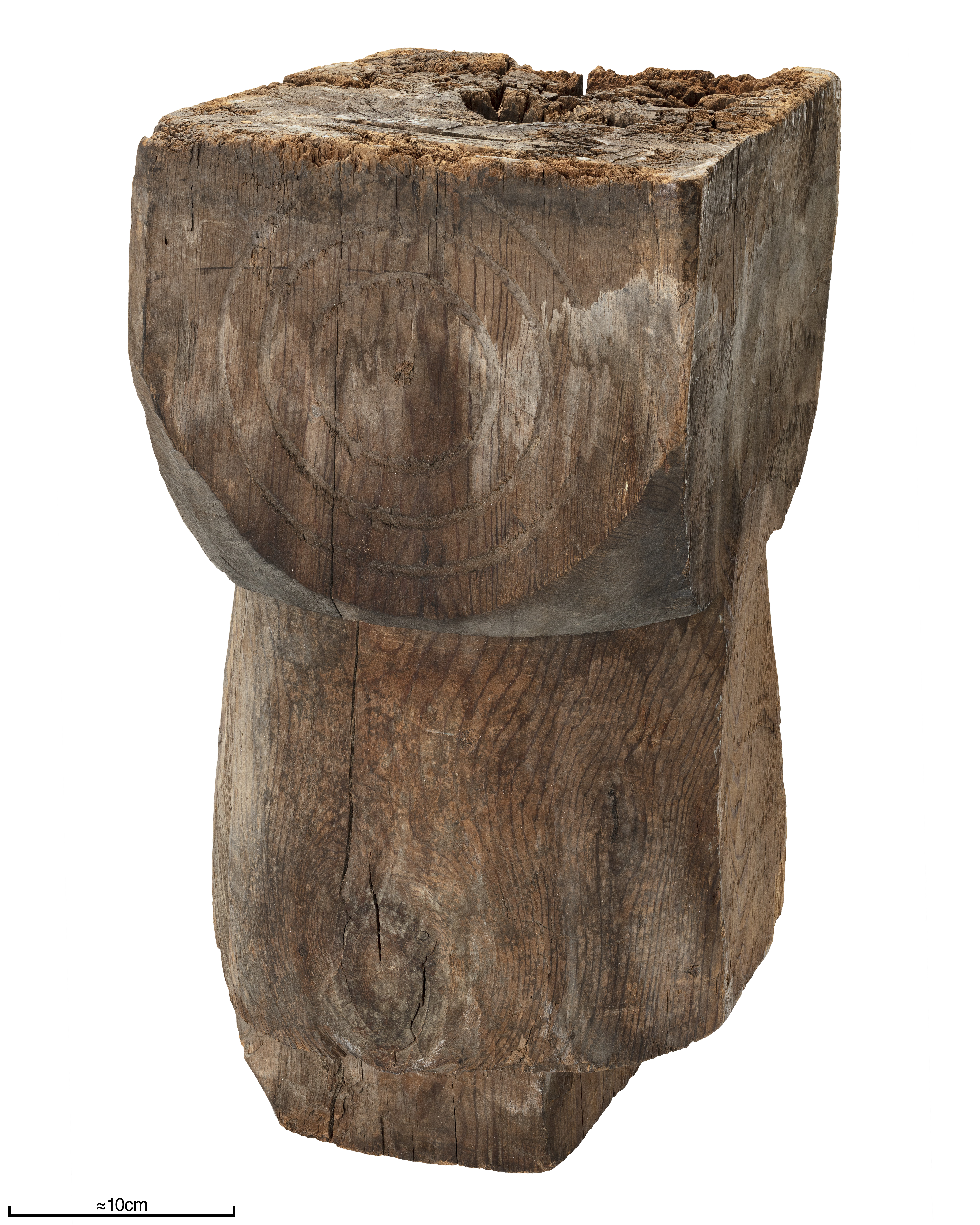
Kolonnkapitäl från Stavkyrkan.

Väggplanka till stavkyrkan.

Hemse stavkyrka var en i slutet av 1800-talet återfunnen stavkyrka från Hemse på Gotland med väggplankor som stod på syllar. De kraftiga och rikt utsmyckade ekplankorna utgjorde golv i den senare uppförda stenkyrkan och återfanns 1896. De togs tillvara och lämnades till Historiska museet i Stockholm, men några av dem förvaras på Gotlands fornsal. Det antas att delarna kommer från den kyrka som stod på platsen innan stenkyrkan byggdes. Hemse stavkyrka är den enda någorlunda kompletta tidigmedeltida stavkyrka som återfunnits i Sverige. Den byggdes omkring 1100 (efter 1095). (Hedareds stavkyrka utanför Borås i Västergötland som är den enda intakta stavkyrkan i Sverige är senmedeltida, daterad till omkring 1500.)

## Fyndet
Hemse kyrka restaurerades 1896 efter ett förslag från arkitekt Erik Lallerstedt och byggmästare Nils Pettersson. En av de första åtgärderna var att byta golvet i kyrkans långhus. Då upptäcktes att undersidan av de breda ekplankorna var rundade. Den märkliga upptäckten gjorde att byggmästaren meddelade Riksantikvarieämbetet som sände ut Emil Eckhoff för att undersöka fyndet:
| ”                            | Samma dag jag erhöll meddelandet, nedreste jag till Gotland och befann mig följande förmiddag vid Hemse kyrka. En del av virket låg ännu på sin plats i golvet, det övriga var utfört på kyrkogården. – Någon tvivel om, att detsamma ursprungligen utgjort en byggnad, kunde, som sagt, ej finnas och all sannolikhet talade för, att denna varit efter stavkonstruktionens principer, att den varit en kyrka – således en stavkyrka – säkerligen föregångaren till den nuvarande stenkyrkan och utan tvivel det första kristna templet på platsen, allt antaganden vilka ett närmare studium av förhållandena skulle komma att besanna. Fyndet var således av allra största intresse och genom prisvärt tillmötesgående från Hemse församlings sida blev Vitterhets Akademien i tillfälle att inköpa allt det gamla virket, som avgick redan den 11 påföljande september till Statens Historiska Museum. | „ |
| – Eckhoff Svenska stavkyrkor | |   |

De bevarade plankorna granskades för att ta reda på hur den ursprungliga kyrkan sett ut, och resultatet publicerade Eckhoff 1914–1916 som boken Svenska stavkyrkor.
Kyrkan rekonstruerades först i Nationalmuseet på Blasieholmen men kyrkan blev för stor. Endast västfasaden med portalen fick plats. Först 1941 kunde en sammanfogad större del av byggnaden ställas ut i Historiska museets nya lokaler på Narvavägen i Stockholm. Rekonstruktionen hade därefter och fram till början av 1990-talet en framträdande placering i den s.k. Romanska hallen vid sidan av utställda dopfuntar och gravmonument (bl.a. Eskilstunakistor) i sten. Västfasaden och andra mindre partier av stavkyrkan har därefter ingått i olika utställningar på museet, nu senast i den 2010 öppnade fasta utställningen Sveriges historia.

## Material
Fyndet bestod i huvudsak av grova delar av ek:
- 6 grova bjälkar (syllar) av varierande längd och med nästan kvadratiskt tvärsnitt.
- 2 bjälkar (väggband) av något mindre dimension med rektangulär genomskärning
- 38 ca tre meter långa plankor (väggplankor) med plankonvext tvärsnitt
- 6 kortare bitar av samma typ som föregående
- 1 lång bred planka med en plan sida, den andra svagt konvex.
- 2 rikt ornamenterade konvexa plankor (portal) och ett stycke av en liknande planka.
- 1 tunnare bräda (fjäder)
- 1 plan planka med not i den ena sidan
- 1 genomskuret ornament
- 1 kolonnkapitäl (mittstolpe?), furu
- 1 planka med skurna cirklar, furu

På syllarnas ändar är det spår och tappar för sammanfogning med motstående syll, och på ovansidan en 5–6 cm djup not. Syllarna är inte tjärade, något som tyder på att de legat innanför palissadplankorna.
Det finns endast två väggband som är ca 9 meter långa och av ek, 35x17 cm i tvärsnitt. Längs översidan är det uttag för nio takstolar, varav de yttre är något större än de inre. På undersidan är en längsgående not för väggplankorna. Yttersidan har ornamentik i form av fem cirklar placerade i korsform. Det finns även spår av tjära på utsidan.
Ett av furustyckena har samma cirkelmönster som kapitälet. Längs den ena kanten är en fals som i båda ändarna avslutas med en bred nedskärning. Den plankan är också utan spår av tjära, på samma sätt som kapitälet.
Väggplankorna tog stor skada när de lades som golv. Ingen av plankorna är helt oskadd. Dels är de kapade, dels är de flathuggna, vilket kommer av att den böjning de hade gjort dem svåranvända utan modifikation. Plankorna är breda och tjocka, men en plan och en naturligt rund sida. Överst har plankorna en någon centimeter djup tapp över hela bredden. Plankorna är uttunnade så att de går från full tjocklek och i spets upp mot tappen. Längs långsidorna har plankorna en 4–5 cm djup och 3–4 cm bred not avsedd för en lös fjäder som ska foga plankorna tätt samman. För att få plankorna att passa som golv är noten borttagen på några av plankorna.
Alla väggplankor har ornamentik på utsidan i form av cirklar i grupper om sex stycken. Samma ornamentik finns även på väggbanden och på plankor i tornet i Alskogs kyrkas torn. Dessa antas ha varit väggplankor i en tidigare stavkonstruktion. Denna typ av ornamentik är också vanlig på medeltida möbler.
De flesta plankor har spår av tjära. Eckhoff menar att mängden tjära på de enskilda plankorna kan säga var i byggnadens de suttit – på nordsidan eller på sydsidan. På nordsidan har tjäran lagt sig över och nästan täckt ornamentiken, medan den på sydsidan är helt borta. Eckhoff menar att detta och andra slitskador indikerar att kyrkan har stått en längre tid.

### Portalen
Portalen är kraftigt skadad efter att ha använts som golvplank. Det som har klarat sig är två ornamenterade sidoplankor och en liten bit av överstycket. Det är tydligt att motivet har gemensamma drag med de djurmotiv som finns på runstenar. Delar av motivet har också påfallande likhet med portaler från andra stavkyrkor så som Torpo stavkyrka. Plankorna i portalen är avsedda att fogas in i byggnaden på samma sätt som de andra väggplankorna, med not längs sidan och lös fjäder. Den största, vänstra portalplankan har spår efter gångjärn.
Som rekonstruktionen är gjord förefaller portalen felkonstruerad. Ornamentiken på vänster sida över dörröppningen borde fortsätta i en väsentligt mer sammantryckt båge och inte vara fullt så lik en klassisk rundbåge.
Det hittades också ett motsvarande utsirat trästycke som inte har någon tydlig funktion. Det har antagits att detta har hört till utsmyckningen och har suttit på kyrkans tak även om det inte finns något belägg för detta.

### Grundplan
Syllarna bevarades i sin fulla längd, vilket gör det möjligt att rekonstruera byggnadens längd och bredd. En stock saknas dock, den som ska ligga mellan skeppet och koret. Dessutom saknas hälften av korets södra vägg. Kyrkans inre mäter 11,1 meter, skeppet är 7,7 meter långt och 4,6 meter brett. Koret är 3,4 meter långt och 3,1 meter brett.
Syllarna är inte hakade i varandra som i knuttimmer, utan halvt genomskurna och sammanfogade med dymlingar.
Syllarna visar inte bara byggnadens mått utan även var ingången låg. En öppning som mäter 85 cm är utan not i syllen och det har antagits att portalen stod där. Det finns inga andra märken efter någon dörr. Inte heller har det hittats spår efter någon koringång, men då det saknas ett stycke av korets södra syll kan en ingång eventuellt ha legat där.

### Väggarna
Stavkyrkans väggar kan från det bevarade materialet rekonstrueras i det närmaste fullständigt, med undantag för sammanfogningen i hörnen. Alla plankor har haft not på bägge sidor och en tunnare lös fjäder har fogat dem samman. Rester av denna fjäder satt i en del av plankorna och även en hel lös fjäder hittades.
En viktig detalj är att syllen var försedd med not. Det har antagits att plankorna har haft en motsvarande fjäder eller läpp som har stått i den noten, men att den tagits bort. En sådan hängande konstruktion är tillräcklig när materialen är så pass tunga. Det har heller inte hittats spår efter någon form av fastsättning av plankorna. Konstruktionen skyddar syllen mot väder och vind och endast väggplankorna behövde tjäras.
Det är relativt lite känt om hörnkonstruktionen. Det enda som är uppenbart är att stolpar av samma slag som i de norska stavkyrkorna inte användes. Eckhoff övervägde flera alternativ, men lade fram en lösning med Greensted Church som förebild. Där är hörnstolparna kraftiga stolpar som är avhuggna i vinkel så att spetsen pekar inåt och utsidan är rundad. Hörnstolparna vilar i syllens not på samma sätt som de andra plankorna. Om de var spetsade även ovantill kunde han inte uttala sig om.
Väggplankorna gick inte upp i nock i gaveln, utan avslutades med ett väggband. Det hittades inget material från gavlarna som kan påvisa hur de såg ut. Man kan dock anta att släktskapen med de norska stavkyrkorna gör att det fanns likheter i konstruktionen. Möjligen kan gaveln ha varit klädd med tunnare material.

## Datering
En dendrokronologisk undersökning har gjorts av Alf Bråthen på prov från fem stockar, alla ek. Den visade att kyrkan sannolikt byggdes efter 1095.

## Stavkyrkans ursprungliga lokal
57°13′58″N 18°22′23″Ö / 57.23278°N 18.37306°Ö